# Idigh
Idigh (também grafado Idirh) é uma vila na comuna de Tamtert, no distrito de Béni Abbès, na província de Béchar, Argélia. A vila está localizada numa estrada local na margem nordeste do Oued Saoura, em torno do meio caminho entre Tamtert e El Ouata.